# Tanalian Mountain
 (juin 2020).
Tanalian Mountain est un sommet américain dans le borough de Lake and Peninsula, en Alaska. Il culmine à 1 207 mètres d'altitude dans les monts Chigmit de la chaîne aléoutienne. Il est protégé au sein des parc national et réserve de Lake Clark.